# Міністерство науки, технології і вищої освіти
Міністерство науки, технології і вищої освіти (порт. Ministério da Ciência, Tecnologia e Ensino Superior) — міністерство в уряді Португалії. Відповідає за розвиток сфер науки, технології та вищої освіти країни. Створене 1995 року.